# 铁杉
铁杉（学名：Tsuga chinensis），为松科铁杉属下的一个植物种，有一變種台灣鐵杉。它原产于中国大陸、台湾、西藏和越南。铁杉樹比較高大，树皮呈黑棕色。